# 연세대학교 국제캠퍼스
연세대학교 국제캠퍼스(延世大學校 國際-, Yonsei University International Campus)는 인천광역시 연수구 송도과학로 85(송도동 162-1)에 위치한 연세대학교의 캠퍼스이다. 연세대학교는 1885년 제중원 설립에 이어 세브란스 병원과 연희전문의 출범으로 대표되는 '제1의 창학', 1957년 연희와 세브란스의 통합으로 시작된 '제2의 창학'에 이어, 국제캠퍼스의 도약과 함께 연세의 새 시대를 여는 '제3의 창학'을 2012년에 선언하였다. 국제캠퍼스는 아시아 최고의 레지덴셜 칼리지(Residential College:RC) 교육, 연구역량 강화 등을 추구하며, 국제화, 첨단 연구, 프리미엄 교육을 중심으로 국제적 수준의 연구와 교육을 담당하는 동아시아 허브 구축을 지향하고 있다. 연세대학교 신촌캠퍼스의 공간적 연장으로, 일부 학과(예체능)를 제외한 대부분의 신입생들은 국제캠퍼스에서의 1년간 생활이 의무이다.

## 연혁
연세대학교는 인천경제자유구역(IFEZ) 송도지구 614,654 m2(18.6만평) 부지에 국제캠퍼스를 건립했다. 2006년 인천광역시와의 협약체결을 통해 시작된 건립사업은 2010년 1단계 캠퍼스를 완공하였으며 2013년 1월 2A단계, 2014년 4월 2B단계 캠퍼스 완공을 이루었다. 1-3 단계가 시작될 예정이다. 연세대학교는 해외 명문 대학들이 오랜 세월 동안 채택해 온 선진 명문형 교육모델인 레지덴셜 칼리지(Residential College:RC) 프로그램을 국제캠퍼스에 도입함으로써 전인교육, 국제화교육, 창의교육을 실현하고 있다.

## 캠퍼스 안내
- 언더우드 기념 도서관 : 캠퍼스 중심부에 위치한 지하1층, 지상7층, 연면적 13,095m³(3961평)의 첨단 도서관이다. 디지털 시대와 글로벌 환경에 걸맞은 첨단시설을 갖추고 있어 학생들이 보다 쾌적한 환경에서 공부하고 휴식할 수 있도록 조성됐다.

- 자유관 A : 지하 1층, 지상 6층의 건물로서 강의실과 컴퓨터실, 전공 교수실, 행정실이 있다. 2층에는 유엔지속가능발전 아태센터(UN OSD) 사무실이 위치해 있다.[7]

- 자유관 B : 공과대학과 실험실습을 위한 건물로 지하 1층, 지상 6층의 규모로 준공되었다. 공과대학, 미래융합기술연구소가 공동으로 사용하고 있다.[7]

- 진리관 A : 지하1층, 지상 5층, 연면적 9,653m³(2920평)의 규모로 종합강의동으로 활용되며, 대강당을 비롯한 다수의 계단식 강의실을 보유하고 있고 교육 지원에 최적화되어있다. 대규모 교양수업들이 자주 열린다.

- 진리관 B : 지하1층, 지상 4층, 연면적 9,574m³(2896평)의 규모다. 언더우드국제대학이 사용하고 있는 건물이다. 국제대 행정실과, 국제대 1학년 공통교과과정 (CC)수업들과, HASS 계열 및 ISED 일부 전공 수업들이 열린다.

- 진리관 C : 다양한 실험실습실과 Open Lab 등 이공계열 교육, 연구에 적합한 환경을 보유하고 있는 지하 1층, 지상 4층, 연면적 10,951m³(3,313평)의 시설이다. 대부분 IT융합공학부가 사용하고 있다.

- 진리관 D : 약학대학이 사용하고 있다. 약학 분야의 연구, 교육 시설로 활용된다. 지하 1층, 지상 4층, 연면적 9,240m³(2795평) 규모로, 각종 기기실과 실습실, 연구실, 약학도서관, 실습약국 등을 갖추고 예비약사들의 학습을 지원하고 있다.

- 종합관 : 지하 1층, 지상 5층의 건물로서 각종 문화체육행사 장소 및 행정본부로 활용되고 있다. 1층에는 국제캠퍼스 행정본부가 위치해 있고, 2층에는 체력단련실, 3층에는 채플실과 체육관, 다목적 체육관이 있으며, 4층에는 총장실과 회의실 등이 있다.[7]

- 지혜관 A : 지상 2층의 건물로서 캠퍼스 조성계획 2단계가 완성되는 2012년 말까지 임시 도서관으로 사용되었다.[7] 도서관은 1만여 권의 장서를 소장하고 있으며 국제캠퍼스에 없는 도서의 경우 신촌캠퍼스 중앙도서관과 상호대차 서비스를 실시하고 있다.[8]

- 지혜관 B : 연면적 250m³76평)의 스터디하우스다. 세미나, 소모임, 동아리 활동 등 다양한 RC활동을 위해 유용하게 쓰이는 장소이다.

- 크리스틴 채플관 :  건축기금 100만 불을 기부한 미주 동문 크리스틴 강의 이름을 따서 명명했다. 연면적 719m³(217평)규모의 아담하고 미려한 교회당으로, 인천을 통해 우리나라로 들어온 언더우드를 비롯한 초기 선교사의 정신을 계승하는 장소가 될 것이다. 각종 행사와 모임을 위한 다목적홀의 기능도 함께 수행된다.

- 기숙사 : 국제캠퍼스 기숙사는 제1기숙사, 제2기숙사로 이루어져 있으며, 총 5,300명의 인원을 수용할 수 있다. 국제캠퍼스 제1기숙사는 지하 1층, 지상 10층 규모의 건물 3개동으로 이루어져 있으며 2,400명의 인원을 수용할 수 있다. 1층에는 멀티미디어실, 은행 등을 갖추고 있으며 지하에는 식당, 서점, 편의점 등 각종 편의시설이 입주해 있다.[7] 2014년부터 RC교육 확대로 예체능계를 제외한 신입생 전체가 의무적으로 1년간 국제캠퍼스에서 기숙사 생활을 하게 됨에 따라 2014년 1월, 국제캠퍼스 제2기숙사가 신설되었다.[9] 제2기숙사는 4개동으로 이루어져 있으며 2,900명의 인원을 수용할 수 있다. 기숙사에는 residential education과 학생 자치활동을 위한 세미나실, 커뮤니티룸, 스터디룸 등이 마련되어 있다.

## RC 교육 제공
2011년부터 자유전공, 언더우드 국제대학, 의예과, 치의예과 1학년들이 거주하면서 RC (Residential College) 교육을 이수하게 하였다. 2013년부터는 예체능 관련학과를 제외한 모든 학과의 신입생들이 1학기씩, 2014년부터는 예체능 관련학과를 제외한 연세대학교 신촌캠퍼스 모든 학과의 신입생들이 의무로 1년동안 국제캠퍼스에 거주하며 RC교육을 이수하고 있다. 언더우드국제대학의 융합인문사회계열, 융합과학공학부, 인공지능융합대학의 IT융합공학부, 그리고 약학대학 등의 단위들도 1년간 RC교육을 받고, 나머지 3년 역시 국제캠퍼스에서 수학하고 있다.(언더우드국제대학의 언더우드학부는 유일하게 1년만 국제캠퍼스에서 이수하고 나머지 3년은 신촌에서 수학한다.)

## 글로벌혁신 연구 활성화
국제캠퍼스는 학내외에 걸쳐 글로벌혁신 연구를 활성화하기 위하여 다각적인 노력을 기울이고 있다.
- 해외기관의 적극적인 학내 유치 : UN지속가능발전센터(UNOSD), 제네바대학연세센터, 공자아카데미, Design Factory Korea 등

- 세계 지향 연구기관의 설립 : 글로벌융합기술원, 지속가능발전연구원, 종합약학연구소, 그린기술연구원, 친환경건축연구센터, 베리타스연구소, 중국연구원 등

- 세계화 마인드 제고 : 글로벌 리더스 포럼, 글로벌혁신 아카데미 등

## 창조·융합적 첨단연구단지 조성
국제캠퍼스는 창조·융합적인 프리미엄 교육과 글로벌 연구의 기반을 조성하고, 연세대학교의 핵심역량을 바탕으로 연세사이언스파크(Yonsei Science Park)를 설립하기 위하여 노력하고 있다. 특히 Bio-Healthcare 분야, 정보통신기술 관련 분야를 중심으로 캠퍼스 내 혁신 생태계의 조성을 추진하고 있다. 최근에는 세계적인 신약개발 연구업체가 투자하여 약학대학 옆에 연구센터를 건립하고 학교에서는 이를 뒷받침하는 연구인력과 역량을 제공함으로써 향후 Bio-Healthcare 분야를 선도할 교두보를 확보했다. 앞으로도 지속적으로 미래 글로벌혁신 연구가 필요한 국내외 기업의 연구기관을 적극 유치할 계획이다.

## 같이 보기
- 연세대학교
  - 연세대학교 신촌캠퍼스
  - 연세대학교 미래캠퍼스
  - 연세대학교 삼애캠퍼스